# نهر بلومفيلد
نهر بلومفيلد Bloomfield River

نهر بلومفيلد هو نهر يقع في ولاية كوينزلاند، شمال دينتري Daintree,أستراليا, 

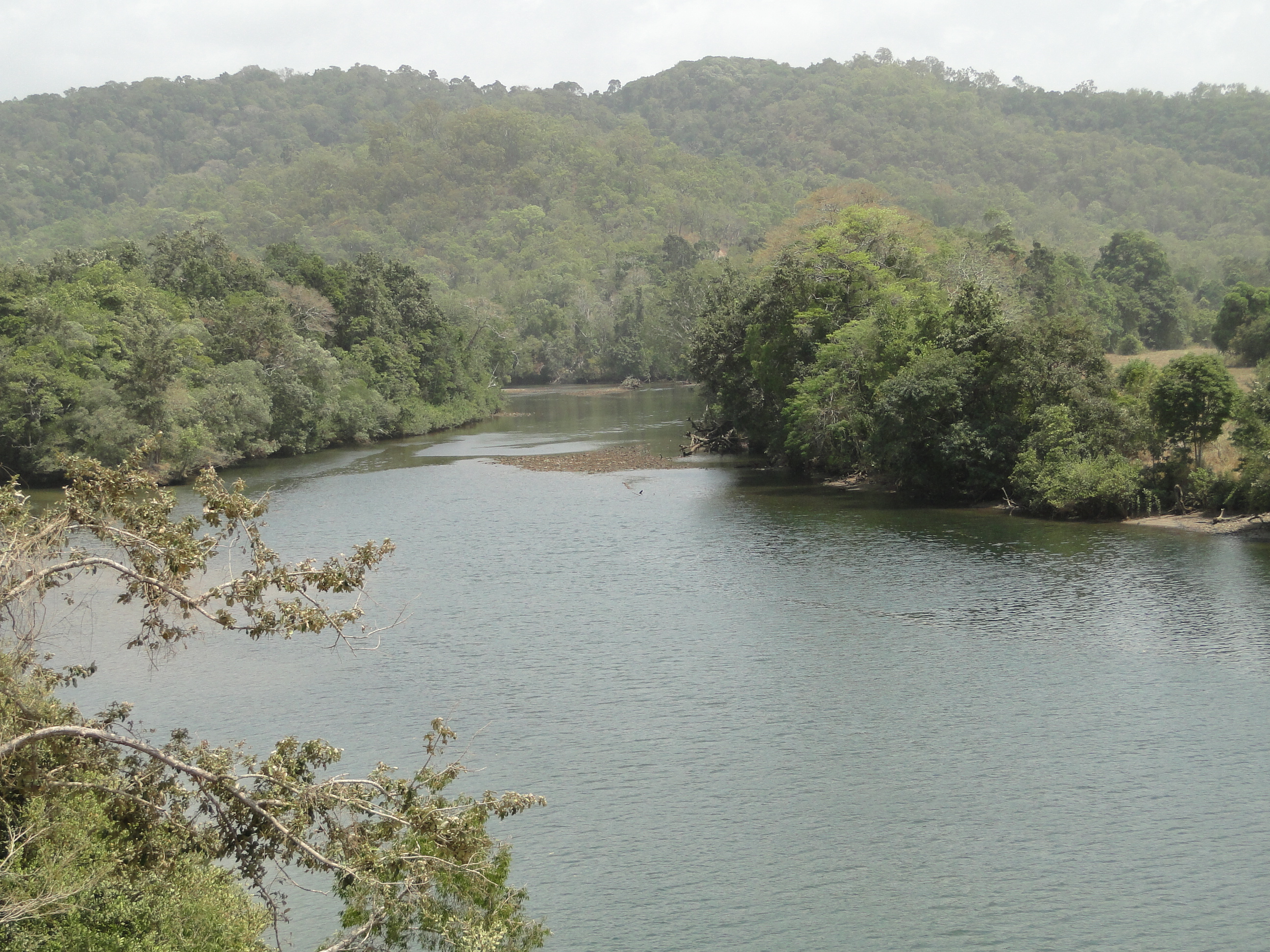
نهر بلومفيلدالنهر

 يصب في بحر الشمال, كما يلاحظ في النهر أنواع من سمك القد لا يلاحظ إلاّ في هذا النهر.
مترجم Bloomfield River